# 贺家庄站
贺家庄站是一个陇海线上的铁路车站，位于河南省三门峡市湖滨区崖底街道，建于1927年，目前为四等站，邮政编码为472000。目前客运：办理旅客乘降；不办理行李、包裹托运；不办理货运营业。

## 事故
1989年6月28日上午8时52分，6K型010号电力机车牵引1905次货车经由陇海铁路下行线运行至三门峡至贺家庄的下坡区段间，因折角塞门关闭导致列车空气制动失效，同时司机错误使用紧急制动，主断路器分断后机车失去了总电源，机车电阻制动无法使用，导致列车彻底失去制动能力。失去控制的1905次列车运行至三门峡市境内贺家庄站东侧立交桥处时，列车后半段脱轨颠覆，而列车前半段直接和前方3103次货物列车的尾部相撞，导致1905次货物列车全列脱轨颠覆，3103次货物列车9节车厢脱轨颠覆，造成4人死亡、13人重伤，6K型010号机车和39辆货车报废，陇海铁路因路轨严重扭曲，上下行中断行车61小时，上行线于6月29日上午恢复通车，下行线于30日晚上修复通车。